# Jader Benuzzi Martins
Jader Benuzzi Martins (Rio de Janeiro, 13 de agosto de 1930 - Rio de Janeiro, 3 de junho de 2017) foi um físico, matemático e escritor brasileiro.

## Biografia
Bacharelou-se em matemática no ano de 1952 pela Universidade do Estado do Rio de Janeiro e licenciou-se nessa matéria em 1953. Doutorou-se em Física em 1974 pelo Centro Brasileiro de Pesquisas Físicas. Lecionou Física Atômica e Nuclear no Instituto Militar de Engenharia (IME). Foi pesquisador, professor titular, Vice-Diretor e Diretor do Centro Brasileiro de Pesquisas Físicas (CBPF). Publicou mais de sessenta trabalhos em revistas de circulação internacional. 
Foi coordenador de Física da Grande Enciclopédia Delta-Larousse, publicada em 1967. A partir de 1980, passou a se dedicar de modo mais efetivo à História e Filosofica da Física, havendo realizado diversos seminários e conferências em universidades italianas e latino-americanas. De 1994 em diante, dedicou-se exclusivamente à Universidade do Estado do Rio de Janeiro (UERJ), lecionando Física Nuclear Experimental. Foi Sub-reitor de Pós-Graduação e Pesquisa da UERJ e Diretor do Instituto de Física de 1996 até o início de 2000. 
Tinha ainda como áreas de interesse reações fotonucleares e detecção de partículas ionizantes. Deixou uma filha, Laura Maria.

## Publicações
MARTINS, Jader Benuzzi. José Leite Lopes: o homem de ciência. Rio de Janeiro: UERJ, 1989.
MARTINS, Jader Benuzzi. A história do átomo: de Demócrito aos quarks. Rio de Janeiro: Editora Ciência Moderna, 2002.
MARTINS, Jader Benuzzi. A história da eletricidade: os homens que desenvolveram a eletricidade. Rio de Janeiro: Editora Ciência Moderna, 2007.
MARTINS, Jader Benuzzi. A vitória de Galileu. Rio de Janeiro: Editora Ciência Moderna, 2008.
MARTINS, Jader Benuzzi. Mecânica Racional: de Newton à mecânica clássica. Rio de Janeiro: Editora Ciência Moderna, 2010.
MARTINS, Jader Benuzzi.Teoria da relatividade. Rio de Janeiro: Editora Ciência Moderna, 2011.
MARTINS, Jader Benuzzi.As grandes damas da física e da matemática. Editora Ciência Moderna, 2012.